# Метлайф-тауэр
Метлайф-тауэр (англ. The Metropolitan Life Insurance Company Tower или Metropolitan Life Tower или MetLife Tower) — небоскреб в Нью-Йорке, самое высокое здание города с 1909 по 1913 год. 6 февраля 1978 года здание было добавлено в реестр исторических мест США. Высота строения 213 метров (50 этажей). В 1913 году в Нью-Йорке был построен Вулворт-билдинг (246 м), который, в свою очередь, превзошёл по высоте Метлайф-тауэр на 33 метра. На Метлайф-тауэр находятся 4 циферблата часов по 8 метров в диаметре, размер цифр — 1,2 метра в высоту. Минутная стрелка часов весит 500 кг. В 2002 году в здание была интегрирована система иллюминации, которая подсвечивает здание в зависимости от времени года и значимых событий.

## В настоящее время
В марте 2005 года SL Green Realty Corp купила башню, намереваясь переделать её в жилые квартиры. В мае 2007 года башня и права на неё были проданы за 200 млн $ Africa Israel Investments. В 2011 году Томми Хилфигер и партнёры подписали контракт на покупку здания за 170 млн $, планируя превратить его в первый отель «Hilfiger» с роскошными апартаментами. Однако «Hilfiger» отказались от проекта в сентябре 2011 года.